# Væddeløb paa Eremitagen
|  | Denne artikel er oprettet af botten PalnaBot ud fra en ekstern database. Den kan derfor have sproglige fejl eller mangler. Denne skabelon kan fjernes efter kontrol af indholdet. |

Væddeløb paa Eremitagen er en dansk kortfilm fra 1906 instrueret af Peter Elfelt.

## Handling
Ryttere galoperer forbi publikum. Forhindringer anbringes.